# Hologaster kabateki
Hologaster kabateki är en skalbaggsart som beskrevs av Karl Adlbauer 2007. Hologaster kabateki ingår i släktet Hologaster och familjen långhorningar.
Artens utbredningsområde är Oman. Inga underarter finns listade i Catalogue of Life.